# Prieuré de Francour
Le prieuré de Francour (parfois appelé localement l'abbaye de Francour, ou Francou) est un ancien prieuré de l'ordre de Grandmont situé à 6 kilomètres au nord du village de Lafrançaise dans le Tarn-et-Garonne, dans un lieu-dit appelé Francour-en-Quercy.

## Histoire
Le 4 avril 1166, Bernard de Durfort et ses frères, ainsi que Mucien de Carmaing, Pons de Gourdon et Arnaud de Montaigut font don de terres à l'ordre de Grandmont afin d'élever une « celle » (du latin cella, ce qui signifie maison de Dieu ou cellule) placée sous le vocable de Notre-Dame, au milieu de la forêt de Francour. En avril 1192, Richard Cœur de Lion lui ajoute encore des terres. Au recensement de l'ordre en 1295, Francour comptait huit clercs. Lorsque Jean XXII impose la réformation de l'ordre en 1317 qui doit regrouper toutes ses maisons sous l'autorité de trente-neuf prieurés (où se trouve désormais chaque communauté) et d'une abbaye-chef d'ordre (l'abbaye de Grandmont), Francour accède au statut de prieuré et compte vingt-deux clercs. Les celles qui ne sont plus que des fermes de rapport et qui lui sont rattachées sont Dégagnazès, le Bois-Menou, le Boismineur de Cahors et les Vayssières. En 1366, Charles V confirme certains droits et privilèges dont l’exemption des tailles et subsides, donnés auparavant par le roi d’Angleterre. Isolé au milieu des bois, Francour souffre des bandes de routiers à la fin du XIVe siècle.
À la fin du XVe siècle, Francour est placé in commendam (régime de la commende), comme tant d'autres, et c'est le début de la fin pour les Grandmontains. La discipline se relâche, les pensions versées aux différents commendataires sont lourdes et le recrutement de novices limité à cause des dépenses induites. Le premier commendataire de Francour est Raymond de Caussade, chanoine de Cahors et protonotaire apostolique. En 1567, le prieuré de Francour est dévasté par les huguenots. Il faudra un siècle pour restaurer le monastère dont la communauté est désormais réduite. 
Le bâtiment sud a été entièrement remanié en 1678. 
En 1748, le prieur claustral de Francour est Dom Giboust de Chastellux qui meurt assassiné par son valet de chambre en 1752 alors qu'il est en visite à l'abbaye de Peyrouse. En 1772, il n'y a plus que deux religieux au prieuré, lorsque l'ordre est supprimé par la Commission des Réguliers, présidée par Loménie de Brienne. Désormais les revenus et bénéfices provenant de ses fiefs et fermes sont dévolus à la cathédrale de Cahors.
Le 28 juin 1791, le prieuré est vendu aux enchères comme bien national, mais la somme étant trop faible, il est finalement adjugé en juillet suivant pour 115 600 livres.
Le corps central est refait en 1843 avec une aile orientale ajoutée en 1890. Il demeure une imposante cheminée de briques moulurées du XIIe ou XIIIe siècle qui se trouvait dans la cuisine des moines et qui a été installée ici au XVIIe siècle. L'aile Ouest a été entièrement démolie. Un pigeonnier a été édifié au nord de l'église en 1844. Divers bâtiments agricoles ont été ajoutés au fil du temps.
Le couloir du cimetière, les façades et toitures de l'ancienne maison de maître, des bâtiments de la ferme et du pigeonnier sont inscrits au titre des monuments historiques par arrêté du 16 février 1989. L'église, sa sacristie, la salle capitulaire, le réfectoire, l'oratoire d'hiver au premier étage, les dortoirs au premier étage ainsi que la cheminée monumentale de brique au rez-de-chaussée et l'aire du cloître sont classés au titre des monuments historiques par arrêté du 17 janvier 1991.

## Description
Francour est le seul prieuré grandmontain subsistant construit en briques, au lieu de pierres. Il s'agit de briques roses dites « anglaises » de 25 cm de largeur et entre 30 et 50 cm de longueur pour 10 cm d'épaisseur. Les prieurés grandmontains sont toujours construits comme un quadrilatère autour d'un cloître, l'église étant bâtie au nord (rarement bâtie au sud si la déclivité l'oblige) et les bâtiments monastiques sur les autres côtés. Son caractère unique lui vient de ce que l'on trouve dans ce même quadrilatère tous les bâtiments cultuels, communautaires et agricoles, nécessaires à la communauté monastique et à leurs hôtes de passage. Il n'y a ainsi ni hôtellerie, ni ateliers ou celliers à l'extérieur du cloître, comme c'est le cas chez les bénédictins ou les cisterciens.
L'église de Francour, qui sert aujourd'hui de grange, est toujours debout, mais son abside en hémicycle a été détruite en 1850 (ou 1918 selon les sources). Sa nef est voûtée en berceau brisé. La façade occidentale est éclairée d'une haute fenêtre en plein cintre, encadrée à l’intérieur d’un tore retombant sur une colonnette. Une corniche faite d’un tore à l’angle d’une série de briques, marque le départ de la voûte, et parcourt la périphérie du mur intérieur de la nef; il continue sur le pignon ouest où il est interrompu par la fenêtre. La porte des fidèles au nord est en plein cintre avec une archivolte triple et boudin retombant sur chapiteau et colonnette. La porte des moines au sud qui donnait sur le cloître est presque semblable, mais plus étroite et ne possède qu’une archivolte double. Le retable de bois doré et polychrome du XVIIIe siècle de l'église de Francour se trouve depuis 1850 dans l’église Saint-Saturnin de Rouzet. Il montre en son centre l'Assomption de la Vierge présentée par deux anges sur fond de nuages, flanquée de deux colonnes corinthiennes appuyant un fronton.
Du côté du levant, un passage voûté de 3,40 mètres de largeur entre l'église et la salle capitulaire donnait accès du cloître au cimetière des moines. Il est surmonté de l'ancien oratoire d'hiver (ou infirmerie). La salle du chapitre où se réunissaient les moines présente six travées en voûtes d'arêtes (trois vaisseaux de deux travées) supportées par deux piliers centraux. Elle est éclairée à l'est de trois grandes fenêtres de plein cintre dont la fenêtre centrale a été remplacée par une porte. À l'étage, l'ancien dortoir des moines (divisé à l'époque en petites cellules) n'a plus que quelques fenêtres d'origine. Les ouvertures sont surmontées d'un décor de cordons saillants à retour. Le bâtiment sud se présente comme un agréable logis, avec un fronton triangulaire classique, au milieu de la façade méridionale. 
L'ancien prieuré est aujourd'hui une exploitation agricole privée qui ne se visite pas, sauf pour les journées du Patrimoine en septembre et à certaines occasions le week-end sur rendez-vous.